# Cetomya poutiersi
Cetomya poutiersi is een tweekleppigensoort uit de familie van de Poromyidae. De wetenschappelijke naam van de soort is voor het eerst geldig gepubliceerd in 2001 door Krylova.